# Sbor nápravné výchovy
Sbor nápravné výchovy byla bezpečnostní složka, která vznikla v resortu ministerstva vnitra ČSSR 15. července 1965. Od 1. ledna 1969 v rámci dělení kompetencí ve federativně uspořádaném státě přešel Sbor nápravné výchovy do resortu ministerstva spravedlnosti ČSR. Sbor nápravné výchovy zajišťoval v Československé republice úkoly, které dnes zastává Vězeňská služba České republiky.

## Úkoly složky
Mezi nejdůležitější úkoly Sboru nápravné výchovy patřil dohled a dozor v tehdejších ústavech nápravné výchovy (ÚNV), později nápravně výchovných ústavech (NVÚ), tedy v zařízení, kde byli umístěni odsouzení k výkonu trestu odnětí svobody (VTOS). (Na rozdíl od současnosti označení „věznice“ tehdy znamenalo výhradně „vazební věznice“.) Příslušníci Sboru se dělili na referenty režimu (v prostorech vězení), strážné (v okolí vězení, na strážních věžích atd.) a ostrahu. Dále zde pracovali vychovatelé; ti zabezpečovali výchovu vězňů, udělování trestů a pochval, prošetřovali stížnosti vězňů, doručovali jim zcenzurovaný tisk atd. Dalšími zaměstnanci byli např. pedagogové. 
Na vyšších postech stáli náčelníci oddělení, na nejvyšším pak náčelník ústavu.
Sbor nápravné výchovy ČSR byl podřízen Ministerstvu spravedlnosti ČSR, na Slovensku Ministerstvu spravedlnosti SSR. Bezpečnostní složka byla nepřímo řízena Ministerstvem vnitra ČSR. Služební stejnokroje příslušníků byly téměř stejné jako stejnokroje příslušníků Veřejné bezpečnosti kromě čepice, která až do roku 1988 neměla červený pruh, a barva výložek byla mírně do fialova. Rozpoznat, zda se jedná o příslušníka SNV nebo SNB uměl pouze příslušník, voják, nebo odsouzený.
Počátky problematiky vzdělávání příslušníků vězeňství se překrývají se vzděláváním příslušníků ministerstva vnitra, do jehož působnosti vězeňství patřilo. Nejstarší materiály vydávající svědectví o přípravě příslušníků vězeňství, které se podařilo objevit v archívu Institutu vzdělávání ve Stráži pod Ralskem, jsou z roku 1960. V roce 1960 se pracovníci vězeňství připravovali pro práci ve vězeňských zařízeních ve vzdělávacím středisku Ministerstva vnitra ve Svatém Janu pod Skalou. Z dostupných archiválií lze odvodit, že tato škola byla organizována systémem jednotlivě specializovaných kateder. V této instituci absolvovali její studenti tříměsíční základní kurz (s označením NZ – nápravné zařízení). Podle třídního výkazu skládali závěrečné zkoušky z pěti předmětů: právo, politické vzdělávání, tělesná příprava (sebeobrana), nápravná výchova, bojová příprava (střelby apod.).